# 百万人の音楽
『百万人の音楽』（ひゃくまんにんのおんがく）はTBSラジオのラジオ番組。1967年4月16日から1990年9月30日まで放送。サントリーの一社提供。

## 概要
クラシック音楽について、楽曲や作曲家など様々な側面からパーソナリティの芥川也寸志（作曲家）、野際陽子（女優）とクラシック音楽に精通した著名人、日本で活躍するクラシック音楽の演奏家といったゲストとのトークを交えて展開した。
番組開始から22年目の1989年1月31日に芥川が逝去。2ヶ月後の4月9日放送分で芥川とコンビを組んでいた野際が降板。4月16日からは春風亭小朝（落語家）が番組を引き継いだ。当時のTBSラジオ番組表では番組タイトルを「おしゃれクラシック」に変更する案が出ていたが（出典を参照）、結局は『小朝の百万人の音楽』として放送した。
1990年9月30日を以て、23年6ヶ月の歴史に幕を閉じた。

## 放送時間
TBSラジオ放送分
- 毎週日曜日 23:10 - 24:05（番組開始 - 1967年9月24日）
- 毎週日曜日 23:05 - 24:00（1967年10月1日 - 番組終了）

## ネット局
民放AMラジオ局を複数持つ放送エリア内のJRN系列の民放ラジオ局（MBSラジオを除く）へネットした。
- 朝日放送（現・ABCラジオ）（全期間：日曜日の朝8時より放送）
- 北海道放送（1976年10月10日 - 最終回）
- 中部日本放送（現・CBCラジオ）（同上）
- RKB毎日放送（同上）
- 琉球放送（現・RBCiラジオ）（開始時期不明、土曜22:30に放送、途中打ち切り）[注 1]

## 主な特集
- 1967年4月16日、第1回「戦争と音楽」
- 1967年10月15日、新交響楽団のモスクワみやげ話
- 1967年11月26日、堀悦子作曲　ティンパニとチェロのための協奏曲（芸術祭参加番組）
- 1969年7月20日、前衛音楽をあつめて／ブーレーズ「主のない槌」、シェフェール「鉄道のためのエチュード」、ジェイコブス「リズムス」、武満徹「水の曲」、ベリオ「オマージュ・ジョイス」、シュトックハウゼン「習作1」「リフレイン」、パーチ「ガラス楽器の音楽」、黛敏郎「涅槃交響曲」、ケージ「カートリッジ・ミュージック」
- 1969年8月10日、指揮者さまざま
- 1970年12月27日、レコード紹介「黛敏郎の涅槃交響曲」
- 1971年6月13日、レコード紹介「松村禎三の交響曲とクリプトガム」
- 1971年12月12日、レコード紹介「矢代秋雄のチェロ協奏曲」
- 1974年7月28日、ゲスト：黒柳徹子
- 1974年9月8日、15日、ゲスト：寺山修司
- 1975年7月27日、鳥居音楽賞受賞演奏会／矢代秋雄、三善晃「チェロ協奏曲」、指揮：若杉弘、チェロ：堤剛、京都市交響楽団
- 1975年11月30日、12月7日／ゲスト：谷川俊太郎
- 1976年1月11日、18日／ゲスト：中島健蔵（レコードで、諸井三郎「交響曲第2番」、深井史郎「パロディ的な4楽章」、三善晃「交響三章」、松村禎三「交響曲」を紹介）
- 1976年12月12日、19日／ゲスト：冨田勲
- 1977年1月23日、30日／ゲスト：山本直純（レコードで「欽ちゃんと歌って笑ってアリババと40人の盗賊ですよ」「天地人」を紹介）
- 1977年4月17日、24日／番組10周年コンサート（山本直純「交響曲第45番 宿命」ほか）
- 1977年10月23日、ゲスト：橋本忍（レコードから「砂の器」「八甲田山」「八つ墓村」を紹介）
- 1977年11月20日、27日／ゲスト：小船幸次郎（レコードから芥川指揮、新交響楽団演奏の伊福部昭「交響譚詩」早坂文雄「古代の舞曲」を紹介）
- 1977年8月21日、28日、9月4日／鳥居音楽賞コンサート（早坂文雄「古代の舞曲」伊福部昭「交響譚詩」尾高尚忠「日本組曲」箕作秋吉「小交響曲」清瀬保二「日本祭礼舞曲」）
- 1978年8月27日、9月3日、ゲスト：小倉朗
- 1978年12月17日、札幌公演より（福田一雄指揮、札幌交響楽団、伊福部昭「交響譚詩」黛敏郎「天地創造」外山雄三「ラプソディ」）
- 1979年1月7日、ゲスト：戸田昌宏とその家族（芥川也寸志「3つの子供の歌」を紹介）
- 1979年1月21日、28日、ゲスト：斉藤高順（レコードからブルーインパルス、自然への回帰）
- 1979年4月15日、22日、ゲスト：山城祥二（レコードから芸能山城組「恐山」ほか）
- 1979年5月13日、20日、ゲスト：三善晃（レコードから「レクイエム」ほか）
- 1979年8月5日、12日、19日、26日、サントリー音楽賞コンサート、ゲスト：松村禎三（松村禎三作品を放送）
- 1979年11月11日、18日、ゲスト：林光（オペラ「白墨の輪」ほか）
- 1980年7月20日、27日、ゲスト：和田則彦（ウェーバーの主題による交響的変容ほか）
- 1980年12月28日、芥川也寸志の映画音楽（レコードから八甲田山、日蓮、八つ墓村を紹介）
- 1981年8月2日、9日、ゲスト：高木東六
- 1981年9月27日、ゲスト：大島ミチル「グローリア」「おらしょ」
- 1982年1月3日、10日、ゲスト：宅孝二、高木東六
- 1982年9月5日、ゲスト：小林亜星
- 1982年10月10日、17日、サントリー音楽賞受賞記念コンサート「柴田南雄」
- 1983年1月16日、ゲスト：金山茂人「レコードから芥川也寸志、交響管弦楽のための音楽、交響三章、トリプティークを紹介」
- 1983年5月1日、ゲスト：山田一雄
- 1983年6月26日、ゲスト：朝比奈隆
- 1983年9月25日、10月2日、サントリー音楽賞受賞記念コンサート（外山雄三「チェロ協奏曲」、「ラプソディ」柴田南雄「シンフォニア」芥川也寸志「トリプティーク」松村禎三「ピアノ協奏曲第2番」）
- 1984年1月14日、21日、ゲスト：田中信昭（柴田南雄「なにわ萬歳記」ほか）
- 1984年1月29日、2月5日、サントリー作曲家の個展「山田耕筰」
- 1985年5月5日、ゲスト：井上道義
- 1985年12月1日、8日、ゲスト：野村芳太郎（レコードから芥川也寸志の映画音楽を紹介）
- 1986年2月9日、16日、ゲスト：池辺晋一郎
- 1987年2月22日、3月1日／サントリーホール開場記念・新交響楽団演奏会／早坂文雄、伊福部昭、平尾貴四男、小倉朗ほか
- 1987年4月12日、19日／ゲスト：外山雄三
- 1987年9月13日、20日、合唱の祭典：日本合唱協会（芥川也寸志「海浜独唱」ほか）
- 1987年10月11日、18日、ゲスト：岡本正美（岡本正美「アレグロ・アラ・ターラ」「交響曲第1番ジーザス・クライスト」ほか）
- 1988年5月8日、15日、ゲスト：團伊玖磨（レコードから「シルクロード」「万里の長城」ほか）
- 1988年9月18日、25日、サントリー音楽賞記念コンサート、ゲスト：岩城宏之（岩城宏之指揮、武満徹「弦楽のためのレクイエム」ほか）
- 1989年2月5日、芥川也寸志追悼番組（出演：松村禎三、門馬直美、野際陽子）